# ندرسیل
ندرسیل (به انگلیسی: Netherseal) یک روستا و محله مدنی در بریتانیا است که در South Derbyshire واقع شده‌است. ندرسیل ۹۲۳ نفر جمعیت دارد.